# Viaggio nell'impossibile
Viaggio nell'impossibile (Topper Takes a Trip) è un film fantastico del 1938 diretto da Norman Z. McLeod, tratto dal romanzo Topper takes a trip di Thorne Smith.

## Trama
La vicenda è una prosecuzione di quella che fu narrata nel film "La via dell'impossibile", diretto da Norman Z. McLeod nel 1937.
Per ottenere l'ingresso in paradiso, il fantasma di Marion Kerby (Constance Bennett) deve fare del bene sulla terra. Ciò significa riunire una coppia che sta per separarsi formata da Cosmo (Roland Young), direttore di banca di New York, e Clara Topper (Billie Burke), sua moglie, che vuole divorziare da lui. In tribunale per il divorzio, Clara accusa Cosmo di averla tradita con un'altra donna. Cosmo spiega chi è davvero l'altra donna: è il fantasma di Marion Kerby, morta in un incidente stradale insieme al marito George. La corte, considerata incredibile la situazione, respinge le accuse della moglie, non concedendo il divorzio. Clara, allora, viene convinta dalla sua amica, la signora Parkhurst (Verree Teasdale), a recarsi in Francia e ad ottenere lì il divorzio. Marion, allora, insieme a Topper si mette all'inseguimento di Clara e la trovano in Riviera, dove viene corteggiata dal Barone de Rossi (Alexander D'Arcy), un bellimbusto che mira ai soldi della donna. Si vengono a creare diverse situazioni bizzarre, inevitabili quando si è in compagnia di un fantasma, come quando Topper e Marion devono condividere una stanza in albergo ma, comunque, dopo un po' Marion riesce a far si che Clara abbandoni il Barone e a salvarne il matrimonio con Cosmo utilizzando alcuni trucchi ultraterreni e con l'aiuto di uno spirito canino di nome Atlas.

## Distribuzione

### Data di uscita
Il film venne distribuito in varie nazioni, fra cui:
- Stati Uniti d'America 29 dicembre 1938
- Francia 3 marzo 1939
- Paesi Bassi 21 marzo 1939
- Danimarca 1939
- Portogallo 14 novembre 1939
- Finlandia 24 ottobre 1947
- Germania Ovest 16 aprile 1951
- Austria 24 agosto 1951

## Riconoscimenti
- Premio Oscar
  - Nomination all'Oscar per i migliori effetti speciali di Roy Seawright